# Tagtraeumer

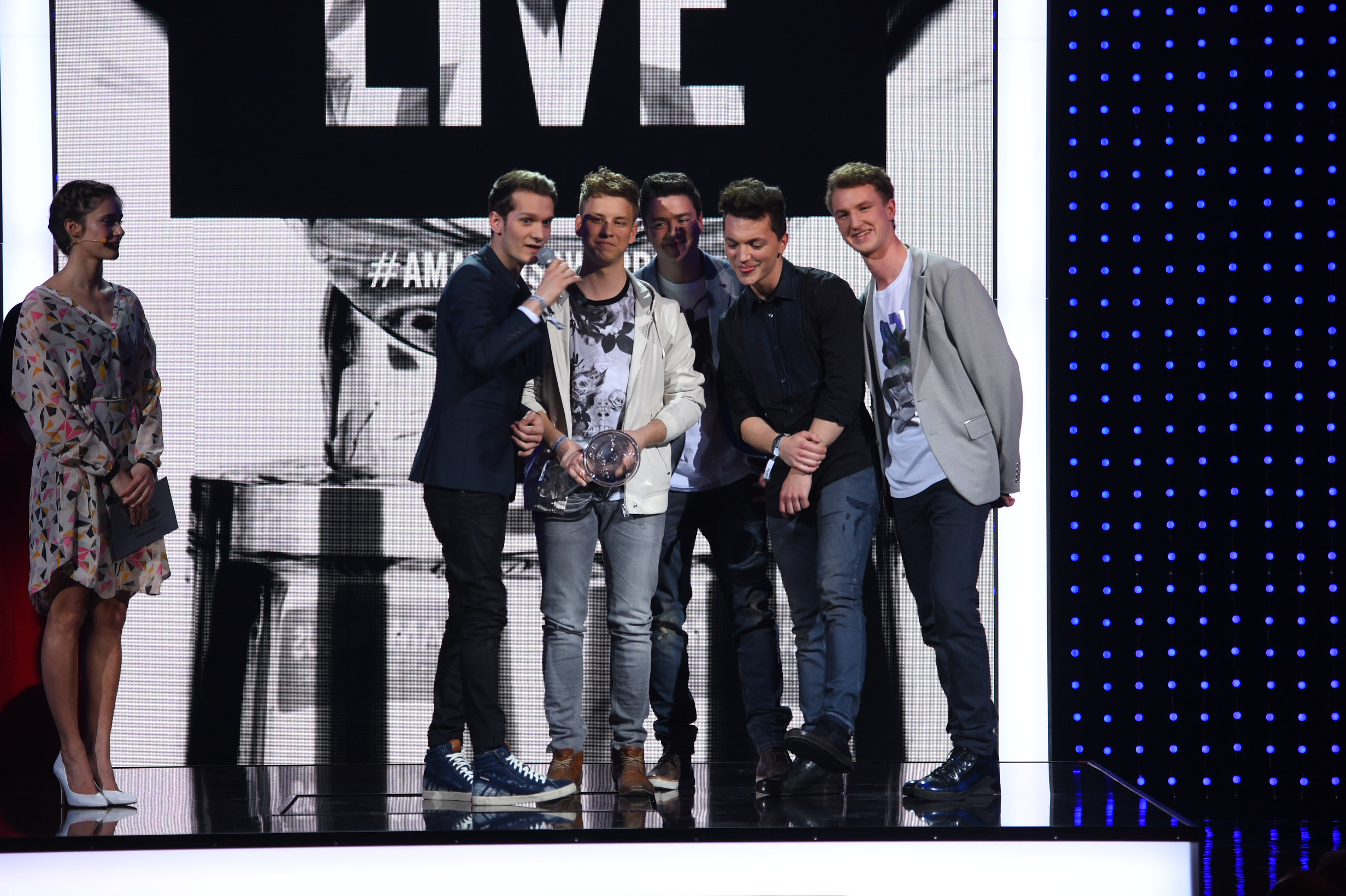
Tagtraeumer mit Laudatorin Miriam Stein bei den Amadeus Austrian Music Awards 2015

Tagtraeumer sind eine ursprünglich fünfköpfige österreichische Popband aus der Steiermark und dem Burgenland, die durch ihre Teilnahme an Herz von Österreich bekannt wurde.

## Bandgeschichte
Der Burgenländer Sänger und Songschreiber Thomas Schneider aus Ollersdorf nahm als Schüler an der zweiten Staffel der Castingshow Die große Chance teil und schied Ende 2012 im ersten der drei Halbfinals aus. Wenig später lernte er Kevin Lehr aus Rohrbach an der Lafnitz kennen und gründete mit ihm und drei seiner Schulfreunde die Band Tagtraeumer. Gemeinsam versuchten sie sich noch einmal bei einer Castingshow und bewarben sich für das Frühjahr 2014 für Herz von Österreich. Bei der zweiten von acht Qualifikationsshows traten sie mit dem von Schneider geschriebenen Lied Sinn auf. In fünf der neun Bundesländer holten sie die Mehrheit der Abstimmenden und zogen in das Finale ein. Dort belegten sie am Ende Platz fünf.
Bereits nach ihrem Auftritt in der Qualifikation stieg das Lied in die Top 20 der Ö3 Austria Top 40 ein. Nach dem Finale und ihrem Auftritt beim Donauinselfest in Wien stieg das Lied im zweiten Anlauf bis auf Platz 7 und hielt sich insgesamt 38 Wochen in den Charts. Außerdem wurde es mit Gold ausgezeichnet. Bei YouTube erreichte ihr Unplugged-Video über eineinhalb Millionen Zugriffe. Zudem konnten sie im Juli 2014 mit einem zweiten Lied in die Charts einsteigen.
Bei den Amadeus Awards 2015 wurden Tagtraeumer als Band des Jahres ausgezeichnet. Außerdem waren sie für den Song des Jahres nominiert, dazu noch Schneider und Lehr als Songwriter des Jahres (jeweils für Sinn). Damit zählten sie zu den am häufigsten nominierten Interpreten für den wichtigsten Musikpreis Österreichs.
Im Januar 2015 veröffentlichten sie mit Tagträumen ihre dritte Single als Vorabsingle ihres Debütalbums. Sie wurde ihr zweiter Top-Ten-Hit. Das Album Alles ok?! erschien Ende März und ist mit Gold ausgezeichnet worden.
Die Band singt ihre Lieder auf Deutsch.
Im November 2015 gingen sie auf ihre erste Tournee, auf der sie insgesamt 13 Konzerte in Deutschland und Österreich spielten.
Im August 2017 erschien das zweite Album Unendlich eins mit den Hits Unendlich gleich, Pfeile und Metronom. Das Album stieg von Null auf Platz 3 in die offiziellen österreichischen Charts ein. Im Herbst 2017 ging die Band auf Tour durch Österreich, Südtirol und Deutschland, deren zweiter Teil im April 2018 stattfand.
2018 lieferten sie den Soundtrack zu einer Werbekampagne der Erste Bank.
2020 wurde bekannt, dass die Band nach „künstlerischen Differenzen“ eine „Pause auf unbestimmte Zeit“ eingelegt habe. Tom Schneider und Kevin Lehr starteten danach Soloprojekte, die anderen Bandmitglieder gingen anderen Tätigkeiten nach.
Ein Comeback gab es 2023 zu dritt von Thomas Schneider, Kevin Lehr und Tobias Fellinger mit der Single Alles und mehr. 2024 veröffentlichte die Band in derselben Besetzung die Single Jugendpoesie, die sie mit Tina Naderer singen. Am 31. August 2024 traten sie bei einem Open-Air-Konzert am Stubenbergsee auf.

## Mitglieder
- Thomas M. Schneider, Gesang, Gitarre
- Kevin Lehr, Gitarre, Gesang
- Tobias Fellinger, Schlagzeug

bis 2020
- Alexander Putz, Bass
- Matthias Kalcher, Keyboards, Gesang

## Diskografie

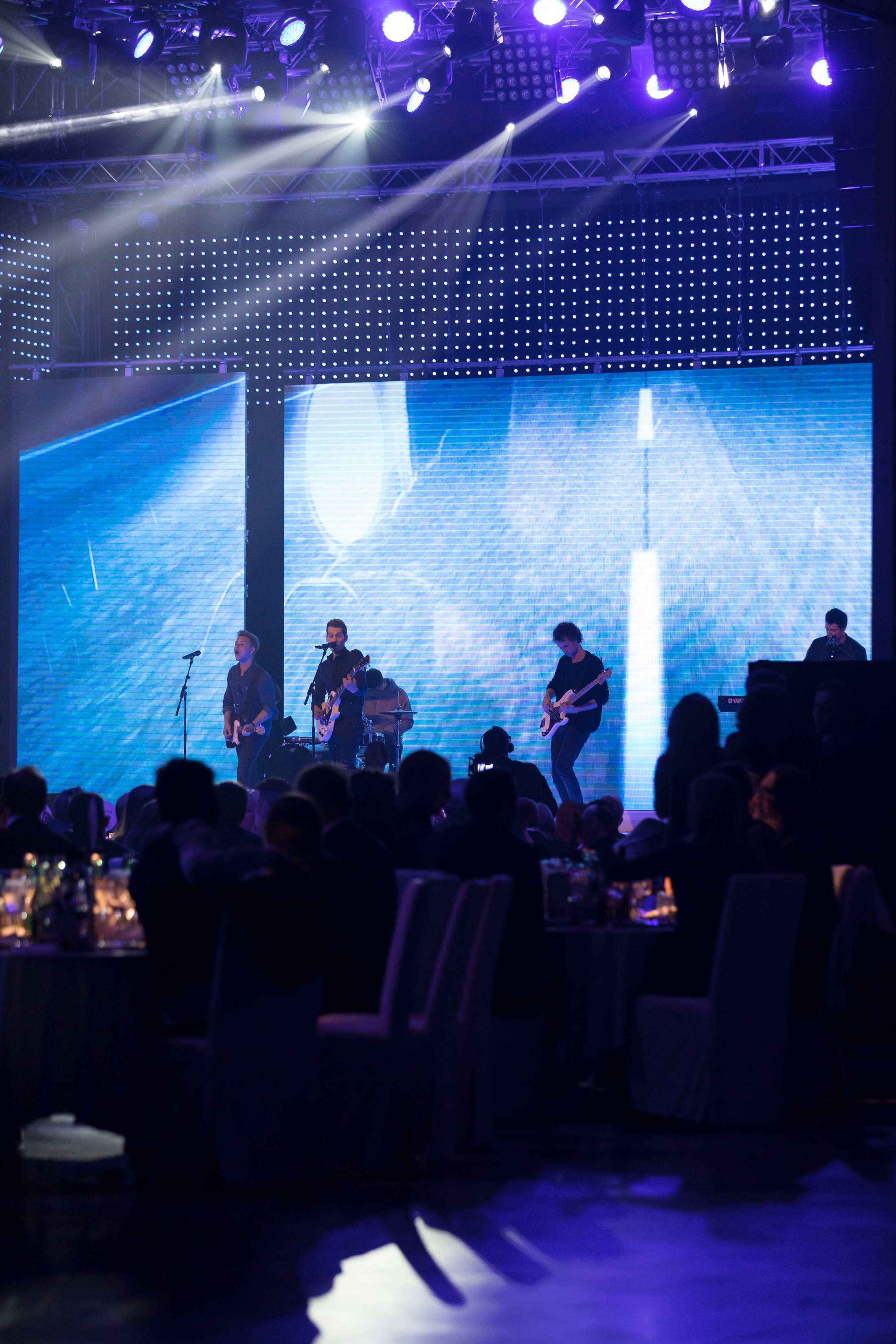
Tagtraeumer bei der Ehrung der österreichischen Sportler des Jahres 2017

Alben
- Alles ok?! (2015)
- Unendlich eins (2017)
- Tiger im Park (2025)[15][16]

Lieder
- Sinn (2014)
- Mein Herz (für immer) (2014)
- Tagträumen (2015)
- Brücken zum Mond (2015)
- Nichts (2015)
- Aus Gold (2016)
- Metronom (2016)
- Unendlich gleich (2017)
- Sicherer Hafen (2017)
- Straßenlaternen (2017)
- Himmelblaue Couch (2017)
- Pfeile (2017)
- Fast wieder da (2017)
- Liebe gleich x (2017)
- Metronom (2018)
- Alles und mehr (2023)
- Jugendpoesie (2024)